# ランリック
ランリックとは、京都府向日市の学生用品販売会社マルヤスが製造している小学生向けの通学鞄である。ランリュックとも呼ばれるが、正式名称はランリック（Ranlic）である（「ランリック」と「ランリュック」はともにマルヤスの商標）。

## 沿革
日本中の小学校で広く使用されている従来のランドセルは、児童にとって重く、保護者にとっても高価な物として大きな負担になり、高価なものを買えない家庭の生徒に対するいじめが起きるなどの問題が発生していた。そこで、軽くて安価、また通学時だけでなく遠足や社会見学の時にも使える鞄を目指して考案・開発されたのがランリックである。1967年（昭和42年）に当時の長岡町立第三小学校（現在の長岡京市立長岡第三小学校）校長が当時のマルヤス社長・鈴木正造（2014年4月没）に相談を持ち掛けたのが始まりで、試作を重ねて翌1968年（昭和43年）に現在の形のランリックが完成した。

## 仕様
名前の通りランドセルとリュックサックを合わせたような形状で、革製で固いランドセルに対して、ランリックはナイロン製である。重量も670 - 760グラム程度と軽い。児童の交通安全を意識したデザインとなっており、配色は交通標識にならった黄色と黒色が基本である（現在は赤色や紺色のランリックも製造・販売されている）。

## 採用地域
2015年現在、京都府長岡京市、宇治市や亀岡市、城陽市、八幡市の小学校ではほぼ全域で採用されている。京都市、滋賀県大津市、大阪府堺市の一部、摂津市の小学校でも採用されている。また、ごく一部ではあるが、近畿地方以外でもランリックを採用している小学校は存在する。
売り上げのピーク時だった1980年代には300校以上が採用し、年間2万個が製造された。2015年現在は少子化の影響などで減少したが、年間1万個が生産されている。また親子2代に渡り購入する例や、女子高校生や仕事に使う中年男性が求める例もあるという。